# Henry Blanke
Henry Blanke, auch Heinz Blanke, gebürtig Ernst Heinrich Blanke (* 30. Dezember 1901 in Steglitz b. Berlin, Deutschland; † 28. Mai 1981 in Los Angeles, Kalifornien, USA), war ein US-amerikanischer Filmproduzent, Filmregisseur und Drehbuchautor deutscher Herkunft.

## Biografie
Henry Blanke, der Sohn des deutschen Malers Wilhelm Blanke, begann seine Karriere ca. 1920 als Produktionsassistent in der Universum Film AG (UFA) und stieg bereits wenige Monate später zum persönlichen Assistenten von Regisseur Ernst Lubitsch auf. Als Lubitsch 1922 ein Filmangebot aus Hollywood annahm, begleitete Blanke ihn und blieb auch in den folgenden Jahren sein Assistent. Ab 1924 standen beide Künstler in den Warner Bros. Studios unter Vertrag. Die Zusammenarbeit Lubitschs mit der Studioleitung gestaltete sich aber so schwierig, dass der Regisseur 1926 zu Metro-Goldwyn-Mayer wechselte. Blanke blieb bei Warner Bros. und stieg dort aufgrund seiner ökonomischen Arbeitsweise und seiner guten englischen und deutschen Sprachkenntnisse in der Studiohierarchie schnell auf.
In den folgenden Jahren pendelte Blanke zwischen Berlin und Hollywood und arbeitete in unterschiedlichen Funktionen, wie zum Beispiel im Jahre 1927 als Assistent von Fritz Lang bei dessen Produktion Metropolis. 1929 fungierte er als einer der drei Geschäftsführer der Glashaus-Film GmbH in Berlin. Im Januar 1930 kehrte er nach Hollywood zurück, um dort (kurz nach der Einführung des Tonfilms) die Produktion deutschsprachiger Versionen zu beaufsichtigen.
Henry Blanke blieb in den folgenden drei Jahrzehnten bei Warner Bros. und arbeitete in den im Stadtteil Burbank gelegenen Studios als associate producer (Leitender Produzent). Unter seiner Aufsicht entstand eine Vielzahl der wichtigsten Warner Bros. Filme der so genannten Goldenen Ära – mit Stars wie Paul Muni, Bette Davis, Humphrey Bogart und vielen mehr.
Insgesamt achtmal war ein von Blanke produzierter Film für den Oscar in der Kategorie Bester Film nominiert. Dennoch konnte er nur einmal, im Jahre 1938, die Goldstatue für den Film Das Leben des Emile Zola entgegennehmen.
1961 zog sich Blanke ins Privatleben zurück. Er erlag wenige Monate vor seinem 80. Geburtstag einem Schlaganfall.
Henry Blanke war zweimal verheiratet. Mit seiner ersten Ehefrau Ursula Liebenow hatte er eine 1938 geborene Tochter namens Naomi.

## Filmografie (Auswahl)
- 1926: Sensation im Zirkus (The Third Degree) (Regieassistenz)
- 1927: Weib in der Wüste (The Desired Woman) (Regieassistenz)
- 1930: Der Tanz geht weiter
- 1930: Dämon des Meeres
- 1930: Die Maske fällt
- 1930: Die heilige Flamme
- 1930: Kismet
- 1933: Verschollen in New York (Bureau of Missing Persons)
- 1934: Liebe ohne Zwirn und Faden (Fashions of 1934)
- 1934: Nebel über Frisco (Fog Over Frisco)
- 1934: Die Spielerin (Gambling Lady) (Produktionsleiter)
- 1934: Madame Dubarry (Madame Du Barry) (Produktionsleiter)
- 1935: Ein Sommernachtstraum (A Midsummer Night’s Dream)
- 1935: Louis Pasteur (The Story of Louis Pasteur)
- 1935: The Case of the Lucky Legs
- 1936: The White Angel
- 1936: Der versteinerte Wald (The Petrified Forest)
- 1936: The Case of the Velvet Claws
- 1938: Robin Hood – König der Vagabunden (The Adventures of Robin Hood)
- 1941: Vertauschtes Glück (The Great Lie)
- 1941: Die Spur des Falken (The Maltese Falcon)
- 1941: Der Seewolf (The Sea Wolf)
- 1943: Aufstand in Trollness (Edge of Darkness)
- 1943: Liebesleid (The Constant Nymph)
- 1943: In Freundschaft verbunden (Old Acquaintance)
- 1944: Die Maske des Dimitrios (The Mask of Dimitrios)
- 1945: Eine Frau mit Unternehmungsgeist (Roughly Speaking)
- 1946: Trügerische Leidenschaft (Deception)
- 1947: Der Fluch des Wahnsinns (Cry Wolf)
- 1947: Das tiefe Tal (Deep Valley)
- 1948: Das Geheimnis der Frau in Weiß (The Woman in White)
- 1948: Die Braut des Monats (June Bride)
- 1948: Der Schatz der Sierra Madre (The Treasure of the Sierra Madre)
- 1949: Der Stachel des Bösen (Beyond the Forest)
- 1950: Zwischen zwei Frauen (Bright Leaf)
- 1951: Come Fill the Cup
- 1951: Lightning Strikes Twice
- 1951: Verfolgt (Tomorrow Is Another Day)
- 1952: Vater werden ist nicht schwer (Room for One More)
- 1952: Im Banne des Teufels (The Iron Mistress)
- 1952: Der tote Zeuge (Operation Secret)
- 1953: Zurück am Broadway (She’s Back on Broadway)
- 1954: Der Talisman (King Richard and the Crusaders)
- 1954: Das blonde Glück (Lucky Me)
- 1955: Man soll nicht mit der Liebe spielen (Young at Heart)
- 1955: Wolkenstürmer (The McConnell Story)
- 1959: Die Madonna mit den zwei Gesichtern (The Miracle)
- 1961: Die ins Gras beißen (Hell Is for Heroes)

## Auszeichnungen

### Oscar/Bester Film
- 1937: Louis Pasteur (N)
  - 1937: Ein rastloses Leben (N)
- 1938: Das Leben des Emile Zola (G)
- 1939: Robin Hood, König der Vagabunden (N)
  - 1939: Vater dirigiert (N)
  - 1939: Jezebel – Die boshafte Lady (N)
- 1949: Der Schatz der Sierra Madre (N)
- 1960: Geschichte einer Nonne (N)